# Stabbtjärnen
Stabbtjärnen är en sjö i Bodens kommun i Norrbotten och ingår i Luleälvens huvudavrinningsområde. Sjön har en area på 0,163 kvadratkilometer och ligger 155 meter över havet.

## Delavrinningsområde
Stabbtjärnen ingår i det delavrinningsområde (733186-173415) som SMHI kallar för Mynnar i Urstjärnälven. Medelhöjden är 176 meter över havet och ytan är 3 kvadratkilometer. Det finns inga avrinningsområden uppströms utan avrinningsområdet är högsta punkten. Vattendraget som avvattnar avrinningsområdet har biflödesordning 4, vilket innebär att vattnet flödar genom totalt 4 vattendrag innan det når havet efter 106 kilometer. Avrinningsområdet består mestadels av skog (64 procent) och sankmarker (17 procent). Avrinningsområdet har 0,17 kvadratkilometer vattenytor vilket ger det en sjöprocent på 5,5 procent.